# Khams Djouamaa
Khams Djouamaa (em árabe: خمس جوامع) é uma comuna localizada na província de Médéa, Argélia. De acordo com o censo de 2008, a população total da cidade era de 10 291 habitantes.